# Anchorite (U-Boot)
Die HMS Anchorite (Schiffskennung P422, später S64) war ein U-Boot der Amphion-Klasse des Submarine Service der Royal Navy.
Sie wurde am 19. Juli 1945 in der Werft von Vickers-Armstrong in Barrow-in-Furness, der einzigen U-Boot-Werft Großbritanniens, auf KIel gelegt, lief am 22. Januar 1946 vom Stapel und wurde am 18. November 1947 fertiggestellt.

## Aufbau
Wie alle U-Boote der Amphion-Klasse hatte die Anchorite eine Verdrängung von 1.360 Tonnen an der Oberfläche und 1.590 Tonnen unter Wasser. Sie hatte eine Gesamtlänge von 89,46 m, eine Breite von 6,81 m und einen Tiefgang von 5,51 m. Angetrieben wurde das U-Boot von zwei Admiralty-ML-Achtzylinder-Dieselmotoren mit einer Leistung von jeweils 2.150 PS (1.600 kW). Es enthielt auch vier Elektromotoren mit einer Leistung von jeweils 625 PS (466 kW), die zwei Wellen antrieben. Es konnte maximal 219 Tonnen Diesel bunkern, nahm aber normalerweise zwischen 159 und 165 Tonnen auf.
Das U-Boot hatte eine maximale Oberflächengeschwindigkeit von 18,5 Knoten (34,3 km/h) und eine Unterwassergeschwindigkeit von 8 Knoten (15 km/h). Getaucht konnte es 90 Seemeilen (170 km) mit 3 Knoten (5,6 km/h) oder 16 Seemeilen (30 km) mit 8 Knoten (15 km/h) fahren. Aufgetaucht war es in der Lage, 15.200 Seemeilen (28.200 km) mit 10 Knoten (19 km/h) oder 10.500 Seemeilen (19.400 km) mit 11 Knoten (20 km/h) zurück zu legen. Die Anchorite war mit zehn Torpedorohren (21 Zoll, 53,3 cm), einem 10,2-cm-Schiffsgeschütz (QF, 4 Zoll, Mk XXIII), einer 2,0-cm-Maschinenkanone von Oerlikon und einem britischen Vickers-Maschinengewehr (.303) ausgerüstet. Die Torpedorohre waren an Bug und Heck angebracht, an Bord befanden sich zwanzig Torpedos. Die Besatzung bestand aus einundsechzig Mann.

## Einsatzgeschichte
Während des Baus und vor dem Start wurden die Namen der Anchorite und der Amphion vertauscht, die spätere Anchorite sollte eigentlich das Typschiff der Klasse werden. Im Jahr 1953 nahm sie an der Flottenparade teil, um die Krönung von Elisabeth II. zu feiern.
Die Anchorite lief am 12. Oktober 1956 in Rothesay Bay, Firth of Forth, auf Grund.
Eine weitere Havarie erlitt die Anchorite am 3. Oktober 1960, die zu der Zeit der 4. U-Boot-Staffel in Sydney angehörte. Sie fuhr in einer Tiefe von 34 m gegen einen unbekannten Felsen im Golf von Hauraki vor Auckland in Neuseeland. Bei dem Vorfall wurde niemand verletzt. Der befehlshabende Offizier des U-Bootes, Lieutenant Commander W. L. Owen, wurde von jeglicher Schuld für den Vorfall im anschließenden Kriegsgerichtsverfahren frei gesprochen. Der Felsen ist heute auf den Seekarten des Gebiets in der Tiefe von 16 m, 36° 26′S 175° 8′E, als Anchorite Rock bekannt.
1960 war die Anchorite das erste U-Boot der Royal Navy, das Tonga nach dem Zweiten Weltkrieg besuchte.